# Brittany Murphy
Brittany Murphy (10 tháng 11, 1977 – 20 tháng 12, 2009) là một nữ diễn viên và ca sĩ người Mỹ. Cô đã diễn xuất trong các phim như Clueless, Girl, Interrupted, 8 Mile, Sin City, Riding in Cars with Boys, cũng như cho mượn giọng trong nhiều phim, và cùng với nhạc sĩ nhảy múa Paul Oakenfold, họ đã thực hiện bản nhạc nhảy múa ăn khách số một ở Mỹ năm 2006.

## Thời niên thiếu
Brittany Murphy sinh tại Atlanta, Georgia, Hoa Kỳ ngày 10 tháng 11 năm 1977. Cha mẹ của cô, Sharon Murphy và Angelo Bertolotti, ly dị khi cô lên 2 tuổi. Cô được người mẹ nuôi dưỡng tại Edison, New Jersey, rồi sau đó di chuyển tới Los Angeles, để Murphy có thể theo đuổi nghề diễn viên. Murphy từng nói là mẹ cô chưa bao giờ tìm cách bóp nghẹt tính sáng tạo của cô và cô coi mẹ như yếu tố quyết định cho sự thành công sau này của cô: "Khi tôi yêu cầu mẹ di chuyển tới California, bà đã bán mọi thứ và chuyển tới đây cư ngụ vì tôi... Bà luôn tin tưởng nơi tôi." Mẹ của Murphy là người gốc Ireland và Đông Âu, còn cha của cô là người Mỹ gốc Ý. Cô được nuôi dạy như một tín đồ giáo phái Baptist và sau đó trở thành một Kitô hữu không thuộc giáo phái.

## Diễn xuất
Murphy bắt đầu vào nghề diễn viên ở Hollywood khi lên 14 tuổi, đóng vai Brenda Drexell trong loạt phim nhiều tập Drexell's Class. Sau đó cô đóng vai Molly Morgan trong phim hài tình huống sớm chết yểu The Torkelsons, sản phẩm phụ của Almost Home. Murphy cũng làm diễn viên khách trong nhiều loạt phim truyền hình, trong đó có Parker Lewis Can't Lose, Blossom, và Frasier. Cô cũng có các vai diễn có định kỳ trong Sister, Sister; Party of Five; và Boy Meets World. Năm 1997, cô bắt đầu cho nhân vật Luanne Platter trong loạt phim hoạt hình King of the Hill mượn giọng.
Murphy đã diễn xuất trong nhiều phim thành công, trong đó có Clueless (1995); Girl, Interrupted (1999); Drop Dead Gorgeous (1999); Don't Say a Word (2001); chuyển thể truyền hình của tiểu thuyết The Devil's Arithmetic (2001); 8 Mile (2002) và Uptown Girls (2003) cũng như nhiều phim ít nổi tiếng hơn, như Spun (2003). Năm 2004, cô diễn trong phim lãng mạn Little Black Book, và phim được giới bình luận hoan hô Sin City (2005). Cô diễn xuất trong 2 phim của Edward Burns: Sidewalks of New York (2001) và The Groomsmen (2006).
Năm 2009, cô đóng phim truyền hình Tribute của kênh truyền hình Lifetime, vai nhân vật chính Cilla. Cô cũng diễn xuất trong phim của Sylvester Stallone: The Expendables, sẽ được phát hành trong năm 2010.

## Ca nhạc

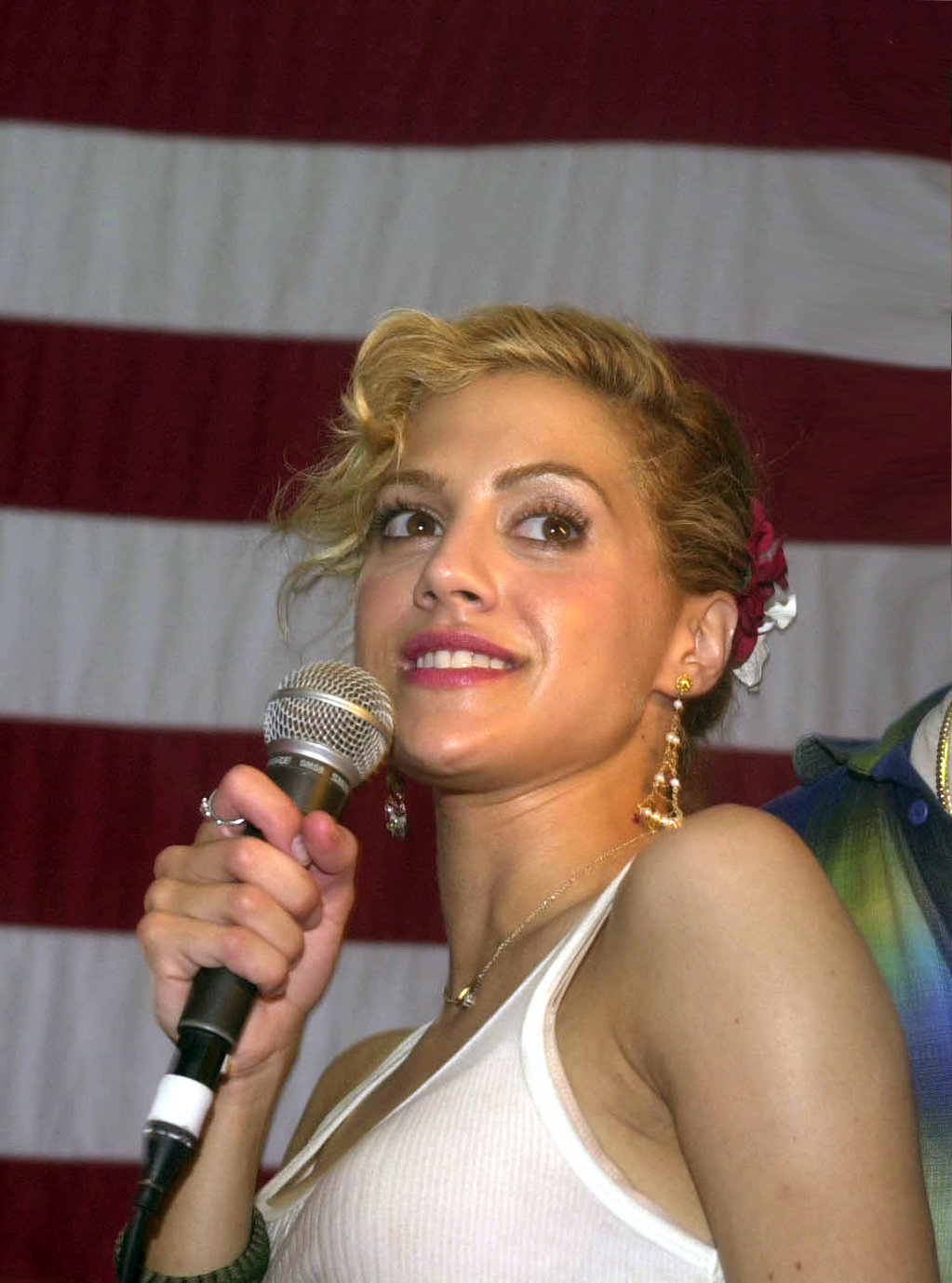
Murphy biểu diễn trước thủy thủ đoàn trong show diễn trên tàu USS Nimitz ngày 19 tháng 6 năm 2003.

Ngày 6 tháng 6 năm 2006, Murphy và Paul Oakenfold phát hành đĩa đơn "Faster Kill Pussycat", từ album A Lively Mind. Bài hát trở thành tác phẩm bán chạy nhất của câu lạc bộ, và là bài bán chạy số một Hot Dance Club Play của tạp chí Billboard. Đây cũng là bài hát bán chạy thứ bảy của UK singles chart trong tháng 6 năm 2006.
Cô lại cũng tham gia vào âm nhạc với việc phát hành phim Happy Feet, trong đó cô biểu diễn bài "Somebody to Love" của ban nhạc Queen và bài "Boogie Wonderland" của ban Earth, Wind & Fire.

## Đời tư
Cuối năm 2002, Murphy bắt đầu hò hẹn với Ashton Kutcher, người cùng đóng vai chính với cô trong phim Just Married. Trước kia cô đã đính ước với nhà quản lý tài năng Jeff Kwatinetz, sau đó cô đính ước với Joe Macaluso trong tháng 12 năm 2005, một phụ tá sản xuất phim mà cô gặp khi đóng phim Little Black Book. Tháng 8 năm 2006, họ chấm dứt việc đính ước. Tháng 5 năm 2007, Murphy kết hôn với nhà viết kịch bản người Anh Simon Monjack trong buổi lễ theo tục lệ Do Thái ở tư gia.
Đầu những năm 2000, việc Murphy sụt cân rất nhiều đã dẫn đến tin đồn cô nghiện cocaine. Năm 2005, Murphy phản bác lại điều đó bằng cách tuyên bố trên tạp chí Jane, "Không, tôi chưa bao giờ thử nó trong suốt cuộc đời của tôi". Tại thời điểm này, cô vừa ký kết hợp đồng đại diện cho hãng quần jean Jordache.
Năm 2005, Murphy ký hợp đồng làm người mẫu phát ngôn cho hãng sản xuất quần jeans Jordache. Năm 2006, Murphy được bầu đứng thứ 36 trong danh sách 100 phụ nữ gợi tình nhất của tạp chí FHM, và tháng 5 cùng năm, tạp chí Maxim chỉ định Murphy #49 trên danh sách Hot 100 của tạp chí.

## Từ trần
Lúc 8:00 giờ sáng (16:00 UTC) ngày 20.12.2009, Sở cứu hỏa Los Angeles đã đáp lại một "yêu cầu cấp cứu" từ nhà của Murphy và Monjack tại Los Angeles. Dường như cô bị đột quỵ trong phòng tắm. Các nhân viên cứu hỏa đã tìm cách làm cho Murphy hồi tỉnh tại chỗ rồi sau đó chở cô vào Trung tâm Y khoa Cedars-Sinai, nơi cô bị tuyên bố là đã chết khi vừa tới nơi lúc 10 giờ 04 phút buổi sáng sau khi tim ngừng đập. Nguyên nhân tử vong chưa được xác định, nhưng phụ tá trưởng Trung tâm Y khoa Coroner Ed Winter nói với hãng Associated Press rằng: "Đây có vẻ là cái chết do bệnh tự nhiên." Các kết quả đầy đủ phải chờ sau khi giải phẫu tử thi và các chuyên gia xem xét các thuốc mà cô sử dụng cùng báo cáo về ngộ độc.
Theo kết luận của Cơ quan điều tra Los Angeles, trước khi chết, nữ diễn viên không hề bị suy nhược và gầy yếu như tin đồn. Cô cũng không có dấu hiệu lạm dụng rượu và chất kích thích. Tờ tạp chí People đưa tin vào ngày 25 tháng 2 năm 2010, cơ quan điều tra đã công bố bản kết luận dài 84 trang. Trong đó, các số liệu cho thấy Brittany có hàm lượng thuốc giảm đau Vicodin khá cao trong máu, tuy nhiên không hề phạm luật cũng như không gây nguy hiểm đến tính mạng. "Người chết không có tiền sử nghiện rượu hay chất kích thích", bản tổng kết viết. "Toàn bộ bề ngoài của cơ thể vẫn còn săn chắc với chiều cao 1,65 m và cân nặng 52 kg. Cơ thể phát triển tốt, cơ bắp đều bình thường, tuy mảnh khảnh nhưng không quá gầy". cơ quan điều tra tuyên bố nguyên nhân sâu xa cho cái chết của nữ diễn viên là chứng viêm phổi. Brittany đã dùng quá nhiều thuốc điều trị, dẫn đến nhiễm độc thuốc và tụt huyết áp. Kết luận, cái chết của ngôi sao 32 tuổi là một tai nạn nhưng hoàn toàn có thể ngăn ngừa được. Cảnh sát cũng khẳng định không hề có âm mưu ám sát nữ diễn viên như tin đồn.

## Danh mục phim
| Năm  | Phim                                     | Vai diễn              | Ghi chú                    |
| ---- | ---------------------------------------- | --------------------- | -------------------------- |
| 1993 | Family Prayers                           | Elsie                 | Tên khác: A Family Divided |
| 1995 | Clueless                                 | Tai                   |                            |
| 1996 | Freeway                                  | Rhonda                |                            |
| 1997 | Bongwater                                | Mary                  |                            |
| 1997 | Drive                                    | Deliverance Bodine    |                            |
| 1998 | Falling Sky                              | Emily Nicholson       |                            |
| 1998 | The Prophecy II                          | Izzy                  | Cũng phát hành video       |
| 1998 | Zack and Reba                            | Reba Simpson          |                            |
| 1999 | Drop Dead Gorgeous                       | Lisa Swenson          |                            |
| 1999 | Girl, Interrupted                        | Daisy Randone         |                            |
| 2000 | Trixie                                   | Ruby Pearli           |                            |
| 2000 | Angels!                                  | Nurse Bellows         |                            |
| 2000 | Cherry Falls                             | Jody Marken           |                            |
| 2000 | The Audition                             | Daniella              | Phim ngắn                  |
| 2001 | Sidewalks of New York                    | Ashley                |                            |
| 2001 | Summer Catch                             | Dede Mulligan         |                            |
| 2001 | Don't Say a Word                         | Elisabeth Burrows     |                            |
| 2001 | Riding in Cars with Boys                 | Fay Forrester         |                            |
| 2002 | Spun                                     | Nikki                 |                            |
| 2002 | Something in Between                     | Sky                   |                            |
| 2002 | 8 Mile                                   | Alex Latourno         |                            |
| 2003 | Just Married                             | Sarah                 |                            |
| 2003 | Uptown Girls                             | Molly Gunn            |                            |
| 2003 | Good Boy!                                | Nelly                 | Giọng nói                  |
| 2004 | Little Black Book                        | Stacy Holt            |                            |
| 2005 | Sin City                                 | Shellie               |                            |
| 2005 | Neverwas                                 | Maggie Blake          |                            |
| 2006 | The Groomsmen                            | Sue                   |                            |
| 2006 | Love and Other Disasters                 | Emily "Jacks" Jackson |                            |
| 2006 | Happy Feet                               | Gloria                | Giọng nói                  |
| 2006 | The Dead Girl                            | Krista Kutcher        |                            |
| 2008 | The Ramen Girl                           | Abby                  |                            |
| 2008 | Futurama: The Beast with a Billion Backs | Colleen (Voice)       | Cũng phát hành DVD         |
| 2009 | Deadline                                 | Alice                 |                            |
| 2009 | Across the Hall                          | June                  |                            |
| 2009 | Abandoned                                | Mary                  |                            |

### Truyền hình
| Năm       | Tên                     | Vai diễn                                          | Ghi chú          |
| --------- | ----------------------- | ------------------------------------------------- | ---------------- |
| 1991      | Murphy Brown            | em gái của Frank                                  | 1 tập            |
| 1991–1992 | Drexell's Class         | Brenda Drexell                                    | 18 tập           |
| 1992      | Kids Incorporated       | Celeste                                           | 1 tập            |
| 1992      | Parker Lewis Can't Lose | Angie                                             | 1 tập            |
| 1993      | Almost Home             | Molly Morgan                                      | 13 tập           |
| 1993      | Blossom                 | Wendy                                             | 1 tập            |
| 1994      | Frasier                 | Olsen                                             | 1 tập            |
| 1994      | Party of Five           | Abby                                              | 2 tập            |
| 1994–1995 | Sister, Sister          | Sarah                                             | 6 tập            |
| 1995      | Boy Meets World         | Trini                                             | 2 tập            |
| 1995      | The Marshal             | Lizzie Roth                                       | 1 tập            |
| 1995      | seaQuest DSV            | Christine VanCamp                                 | 1 tập            |
| 1995      | Murder One              | Diane "Dee-Dee" Carson                            | 1 tập            |
| 1996      | Double Jeopardy         | Julia                                             | phim truyền hình |
| 1996      | Nash Bridges            | Carrie                                            | 1 tập            |
| 1996      | Clueless                | Jasmine                                           | 1 tập            |
| 1997–2009 | King of the Hill        | Luanne Platter (voice) Various characters (voice) | 226 tập          |
| 1998      | David and Lisa          | Lisa                                              | phim truyền hình |
| 1999      | The Devil's Arithmetic  | Rivkah                                            | phim truyền hình |
| 1999–2000 | Pepper Ann              | Tank the 8th grader (giọng nói)                   | 3 tập            |
| 2000      | Common Ground           | Dorothy Nelson                                    | phim truyền hình |
| 2009      | Tribute                 | Cilla McGowan                                     | phim truyền hình |
| 2009      | Megafault               | Dr. Amy Lane                                      | phim truyền hình |